# Tyson Dux
Tyson Moody, más conocido como Tyson Dux (19 de junio de 1978), es un luchador profesional canadiense.

## Carrera
Dux fue entrenado por Scott D'Amore, Joe E. Legend y Terry Taylor. Debutó en 1997, a los 17 años en International Championship Wrestling. Fue inicialmente conocido como "Muay Thai Kid", y luchaba con pantalones de karate con las cejas y el pelo rasurados.

### World Wrestling Entertainment
Entre 2002 y 2004, Dux hizo numerosas apariciones con World Wrestling Entertainment, en Heat y en Velocity. En 2003, en un episodio de SmackDown!, fue un guardia de seguridad que fue atacado por The Undertaker, y en 2005, luchó en dark matches en Raw y en SmackDown!.
Dux fue solicitado para el Super 8 Tournament de 2004, un torneo para luchadores de peso crucero, en el circuito independiente. El 31 de marzo, se lesionó en una lucha contra Mark Jindrak, y no pudo participar en el torneo. El 9 de abril de 2005, participó en el Super 8 Tournament, perdiendo contra J.J. Perez en la primera ronda.

### Circuito independiente
Ahora está luchando para Blood, Sweat & Ears, Living Legends Wrestling (LLW), Prime Time Wrestling (PWT) y New Vision Pro Wrestling (NVP) donde es el actual NVP Pride Champion.
El 12 de junio de 2008, Dux regresó a TNA, y fue confirmado para el TNA 2008 World X Cup Tournament. en 2008, debutó en Pro-Wrestling Zero-One, en Japón.
Dux también apareció en "Who is a better pro wrestler".
El 20 de septiembre de 2009, fue derrotado por Mr. Anderson en DWF. Esa fue la primera lucha de Mr. Anderson desde que dejó la WWE.
El 18 de marzo, derrotó a Derek Wylde para unificar el título NSP Grand Independent y el campeonato BSE's Suicide Six Pack y convertirse en el primer MaxPro Triple Crown Champion. El 11 de abril, perdió el título ante Robbie McAllister. El 17 de abril, Dux recuperó el campeonato.
En mayo de 2010, Dux empezó a luchar en Ring of Honor.

## En lucha
- Movimientos finales
  - Brainbuster
  - Over the shoulder belly to back piledriver
  - Sin City Clutch (Knuckle Lock Boston Crab)

- Movimientos de firma
  - Armbar
  - Cloverleaf
  - Cradle brainbuster
  - DDT

- Managers
  - Scott D'Amore

## Campeonatos y logros
- All-Star Wrestling

- ASW Canadian Heavyweight Championship (1 vez)

- Blood Sweat and Ears

- BSE Adrenaline Cup (2008)
- BSE Arctic Championship (1 vez)
- BSE Tag Team Championship (2 veces) - con El Tornado

- Border City Wrestling

- BCW Can-Am Heavyweight Championship (1 vez, actual)
- BCW Can-Am Tag Team Championship (3 veces) - con Jack Damage (2), y El Tornado (1)

- Full Impact Wrestling

- FIW Heavyweight Championship (1 vez)

- Future Stars of Pro Wrestling

- FSPW Internet Championship (1 vez)

- Hardcore Championship Wrestling

- HCW Heavyweight Championship (1 vez)

- Motor City Wrestling

- MCW Heavyweight Championship (1 vez)

- New Vision Pro Wrestling

- NVP Pride Champion (1 vez, actual)

- Pro Wrestling Xtreme

- PWX Bar Championship (1 vez)
- PWX X Division Championship (1 vez)

- Otros títulos

- ICW Cruiserweight Championship (1 vez)